# Bad Wilsnack
Bad Wilsnack est une ville de Brandebourg en Allemagne.